# Oxytropis sacciformis
Oxytropis sacciformis är en ärtväxtart som beskrevs av Hiang Chian Fu. Oxytropis sacciformis ingår i släktet klovedlar, och familjen ärtväxter. Inga underarter finns listade i Catalogue of Life.